# Para todos la Dos
Para todos la Dos/ Para todos La 2 (jeu de mots en espagnol qui veut dire  La 2 pour tous et phonétiquement  Para todos lados signifie partout ailleurs ou pour tous les côtés.) est un programme de télévision de RTVE émis des plateaux de Sant Cugat (en direct à 12h00, UTC+01:00, en différé à 19h00 UTC+01:00 de lundi à vendredi).

## Présentateurs
Juanjo Pardo et Marta Càceres. Montse Tejera pendant les premières émissions.

## Sections (collaborateurs habituels)
- Science: Clemente Álvarez, Concepción Sanz, Daniel Closa
  - Animaux domestiques: Carolina Pinedo
  - Nutrition: Eulàlia Vidal
- Economie, consommation , business, innovation et internet: Alejandro Martínez Berriochoa, Antonella Broglia, Raimon Samsó, Salva Marsal
- Philosophie: Jorge de los Santos, Maite Larrauri, Mónica Esgueva
- Historie: Dolors Elías, Fransesc  de Dalmases
- Humeur: Ángel Rielo
- Langue: Jorge Enrique Gargallo
- Psychologie: Francesc Torralba, Patricia Ramírez, Rafael Santandreu, Teresa Baró, Silvia Congost, Toño Fraguas
- Sexualité: Valérie Tasso
- Télévision: Raúl Díaz